# Leopold Vander Kelen

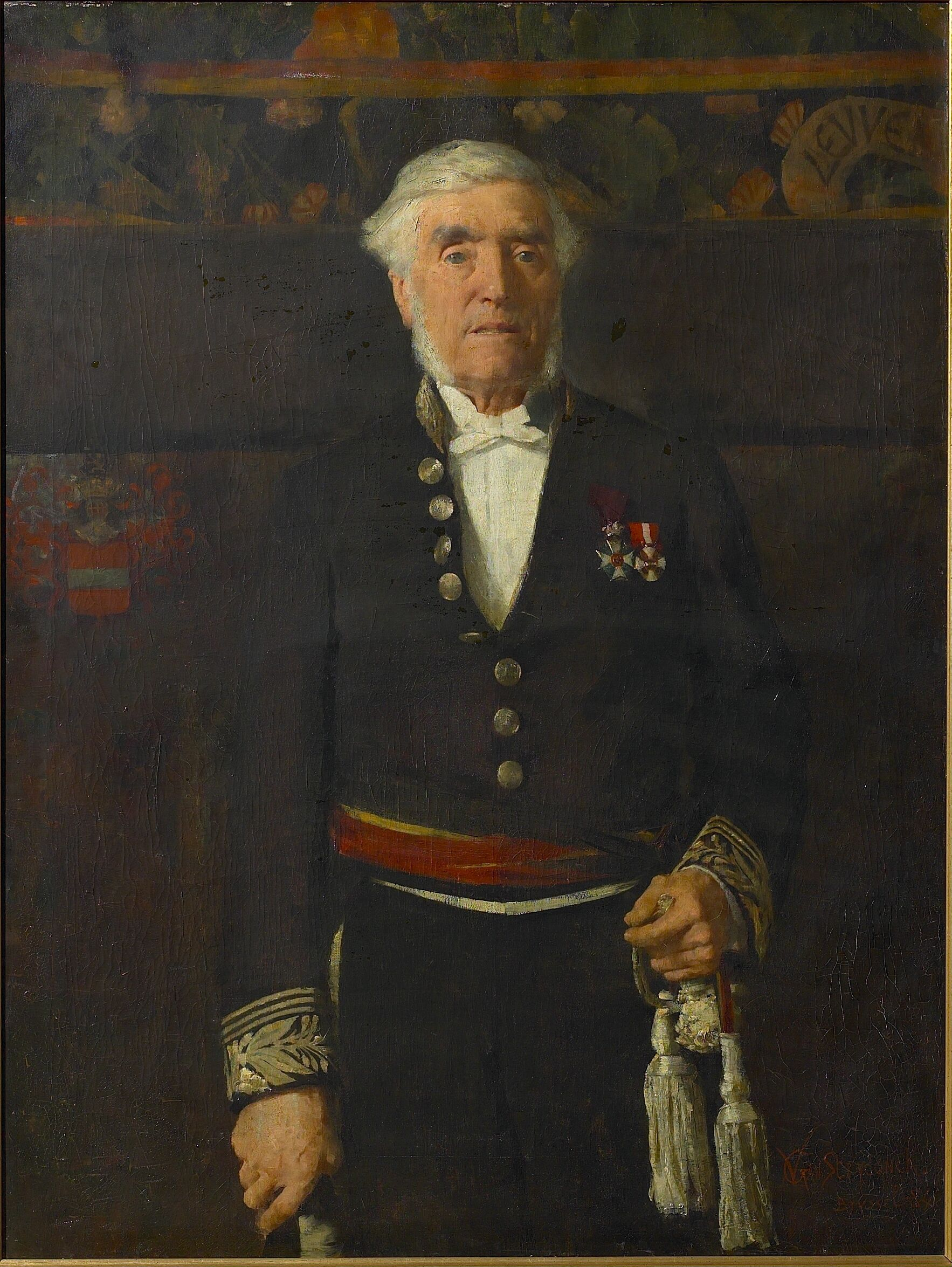
Porträt von Leopold Vander Kelen (Guillaume Van Strydonck, 1884)

Leopold Vander Kelen (* 6. Juli 1813 in Enghien; † 3. April 1895 in Löwen) war ein belgischer Politiker der Liberale Partij. Von 1872 bis 1895 war er Bürgermeister der Stadt Löwen.

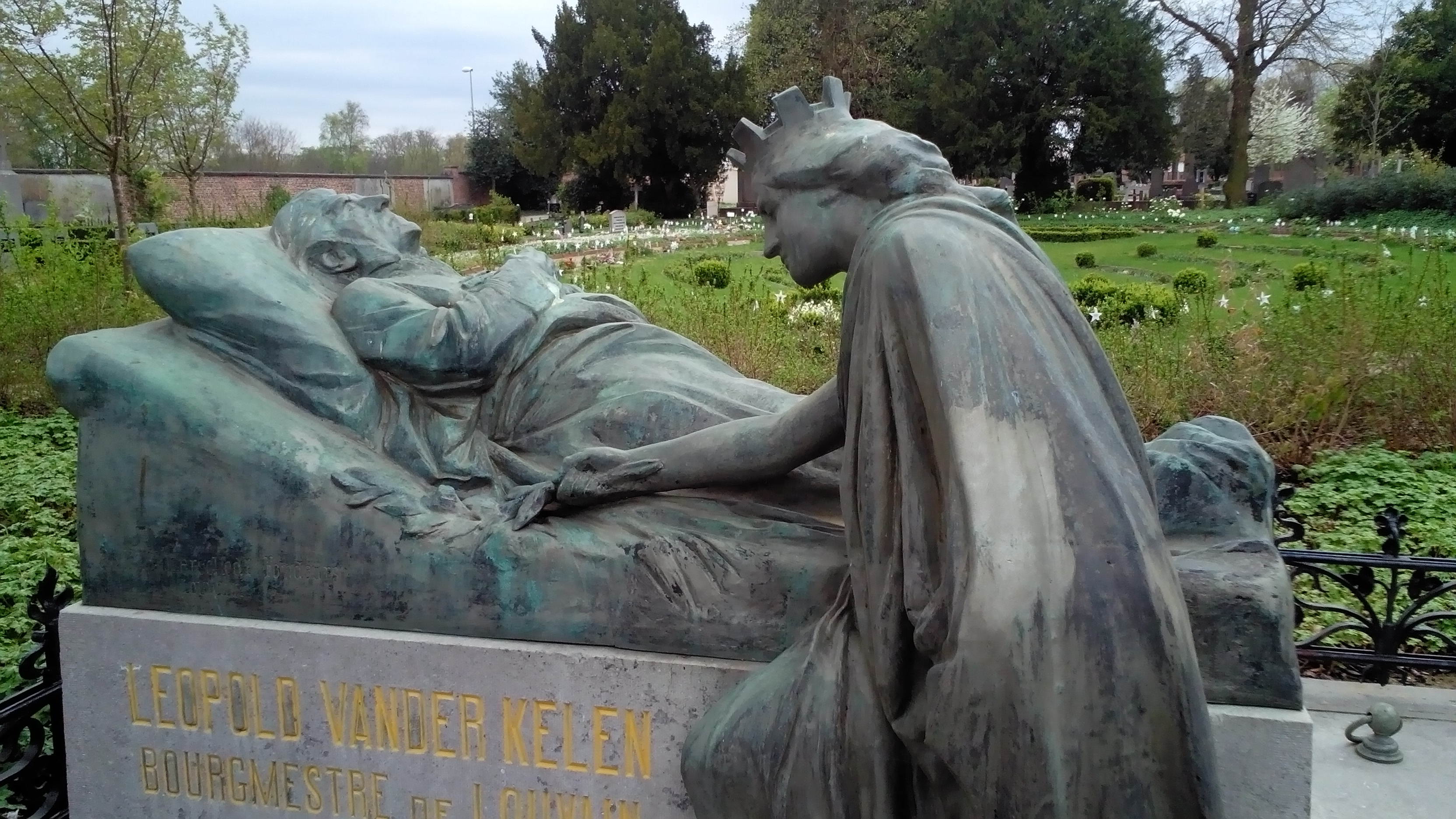
Grabstein von Leopold Vander Kelen

Leopold Vander Kelen war mit Maria Mertens verheiratet. Leopold Vander Kelen erwarb 1858 das Studienhaus College van Savoye, ein Gebäude der Universität Löwen aus dem Jahre 1551. Das Herrenhaus wurde 1919 das Stedelijk Museum Vander Kelen Mertens und beherbergt eine Sammlung, die zuvor im Rathaus ausgestellt war. Seit 2009 ist es Teil des Museum M.
1889 kaufte er den Hof van Kiezegem, ein Pachthof in Kiezegem mit langer Geschichte und einer großen Brauerei, in der jeden Tag siebzehn vollgeladene von Pferden gezogene Bierkarren abfuhren, die die umliegenden Dörfer mit Bier versorgten.
Bürgermeister Vander Kelen wurde auf einem Ehrenplatz auf dem städtischen Friedhof in Löwen begraben. Sein Grabmonument wurde von seinem Freund, dem Künstler Jef Lambeaux entworfen. Die nach ihm benannte Leopold Vanderkelenstraat beherbergt den Haupteingang zum Museum M und verbindet den Monseigneur Ladeuzeplein, wo sich die Universitätsbibliothek Löwen befindet, mit der zentralen Bondgenotenlaan und der Diestsestraat.